# 伦布雪乡
伦布雪乡，旧名工布学乡，是中华人民共和国西藏自治区山南市浪卡子县下辖的一个乡。

## 行政区划
伦布雪乡下辖以下村级行政区划单位：
麦荣村、帮来村、拉岗秀村、堆日村、边嘎村、知达卡村、策如那村、松拉村、曲增村、色康村、卓热村、曲果冲村、苏格村、次湖龙村、学宗村、美朵村和门嘎村。